# Wilhelm Sudhaus
Karl Wilhelm Sudhaus (* 28. Juni 1827 in Dortmund; † 12. August 1915 in Hannover) war ein deutscher Ingenieur. Er war Vorsitzender des Akademischen Vereins Hütte und Mitglied des Gründungsvorstands des Vereins Deutscher Ingenieure (VDI).

## Leben
Wilhelm Sudhaus wurde als Ältester von drei Söhnen eines Schreiners geboren. Sein Vater starb, als Sudhaus noch nicht das vierzehnte Lebensjahr vollendet hatte. Ein Bruder seines Vaters wollte ihn zunächst in seinem Betrieb zum Schreiner ausbilden, ein anderer Bruder des Vaters hielt eine Ausbildung zum Graveur für zukunftsträchtiger, sodass er ihn zur zum Unternehmen Kissing & Möllmann nach Iserlohn holte. Durch Privatunterricht versuchte Sudhaus in dieser Zeit, seine bis dahin unzureichende Schulbildung zu verbessern. Später besuchte er die Hagener Gewerbeschule und nach einigen Unterbrechungen das Königliche Gewerbe-Institut in Berlin. Dem Akademischen Verein Hütte trat er in seinem ersten Wintersemester bei. Im Frühjahr 1852 wurde Sudhaus zu dessen Vorsitzenden gewählt. Er behielt dieses Amt bis zum Ende des Sommersemester 1854. Nach Abschluss des Studiums wurde Sudhaus zunächst als Hilfszeichner eingestellt, bevor er Königlich Preußischer Monteur beim Hüttenamt Gleiwitz wurde. Im Frühjahr 1856 erhielt er eine Anstellung bei der Westfalia-Hütte in Lünen. Unter Angabe von finanziellen Gründen blieb er der VDI-Gründungsversammlung im Mai 1856 in Alexisbad fern. Da Sudhaus bereits im Vorfeld seinen Beitritt zum VDI erklärt hatte, erhielt er die Mitgliedskarte Nr. 7. Unter anderem neben Friedrich Euler, Franz Grashof und Richard Peters wurde er Mitglied des VDI-Gründungsvorstands. Zusammen mit Peters initiierte Sudhaus die Gründung des westfälischen Bezirksvereins des VDI 1856 und war anfangs dessen Vorsitzender. Sudhaus hatte auch die Statuten des Bezirksvereins erstellt.
Berufliche Wechsel führten Sudhaus nach Meppen, Trier, Haspe, Isselburg und Duisburg-Hochfeld, bevor er im Mai 1867 Direktor der Aplerbecker Hütte wurde, deren Hochofenbetrieb er bis 1886 leitete. In Aplerbeck war Sudhaus auch kommunalpolitisch aktiv und bekleidete von 1873 bis 1884 das Amt des Gemeindevorstehers. Von 1886 bis 1896 leitete er die Mathildenhütte in Harzburg. Eine Erkrankung, die einen operativen Eingriff erforderlich machte, beendete im Herbst 1896 seinen beruflichen Lebensweg.
Im Juni 1906 wurde Sudhaus auf der 47. VDI-Vollversammlung in Berlin anlässlich des 50-jährigen Vereinsjubiläums zum Ehrenmitglied ernannt. Im August 1915 starb er an den Folgen eines Schlaganfalls.
Sudhaus war verheiratet und Vater von drei Töchtern, welche als Lehrerinnen die private Sudhaus-Schule in Hannover (Warmbüchenkamp 13/14) besaßen und leiteten. In diesem Haus (seine Adresse war laut VDI-Mitgliederverzeichnis von 1900 Warmbüchenkamp 14 in Hannover) verbrachte er seine letzten Lebensjahre ab 1896. Seine Frau Adelheid starb vor ihm im Jahr 1903. Beide wurden auf dem Stadtfriedhof Stöcken in Hannover beigesetzt.